# Lijst van leden van het Europees Parlement (2024-2029)
Dit is de lijst van leden van het Europees Parlement na de Europese verkiezingen van 2024 voor de 10e zitting van het Europees Parlement. De zittingsperiode gaat in op 16 juli 2024 en eindigt in 2029.
Wijzigingen in de samenstelling van het parlement vanaf 16 juli 2024 zijn onderaan dit artikel aangegeven.

## Leden van het Europees Parlement

### België

#### Nederlands kiescollege
Op de lijst van Vlaams Belang: (Patriotten voor Europa)
1. Tom Vandendriessche
2. Gerolf Annemans
3. Barbara Bonte

Op de lijst van de Nieuw-Vlaamse Alliantie: (ECH)
1. Johan Van Overtveldt
2. Assita Kanko
3. Kris Van Dijck

Op de lijst van Christen-Democratisch en Vlaams: (EVP)
1. Wouter Beke
2. Liesbet Sommen

Op de lijst van Vooruit: (S&D)
1. Bruno Tobback
2. Kathleen Van Brempt

Op de lijst van Groen: (Groenen/VEA)
1. Sara Matthieu

Op de lijst van Open Vlaamse Liberalen en Democraten: (Renew Europe)
1. Hilde Vautmans

Op de lijst van PVDA: (Links – GUE/NGL)
1. Rudi Kennes

#### Frans kiescollege
Op de lijst van Mouvement Réformateur: (Renew Europe)
1. Sophie Wilmès
2. Olivier Chastel
3. Benoît Cassart

Op de lijst van Parti Socialiste: (S&D)
1. Elio Di Rupo
2. Estelle Ceulemans

Op de lijst van PTB: (Links – GUE/NGL)
1. Marc Botenga

Op de lijst van Les Engagés: (Renew Europe)
1. Yvan Verougstraete

Op de lijst van Ecolo: (Groenen/VEA)
1. Saskia Bricmont

#### Duitstalig kiescollege
Op de lijst van Christlich Soziale Partei: (EVP)
1. Pascal Arimont

### Bulgarije
Op de lijst van GERB-SDS: (EVP)
1. Iliya Lazarov (SDS)
2. Andrey Kovatchev (GERB)
3. Andrey Novakov (GERB)
4. Emil Radev (GERB)
5. Eva Maydell (GERB)

Op de lijst van Beweging voor Rechten en Vrijheden: (Renew Europe)
1. Taner Kabilov
2. Ilhan Kyuchyuk
3. Elena Yoncheva

Op de lijst van PP-DB: (Renew Europe/EVP)
1. Nikola Minchev (PP)
2. Hristo Petrov (PP)
3. Radan Kanev (DSB)

Op de lijst van Vazrazhdane: (niet-fractiegebonden)
1. Stanislav Stoyanov
2. Petar Volgin
3. Rada Laykova

Op de lijst van BSP za Bŭlgariya: (S&D)
1. Kristian Vigenin (BSP)
2. Tsvetelina Penkova (BSP)

Op de lijst van Ima takav narod: (ECH)
1. Ivaylo Valchev

### Cyprus
Op de lijst van Dimokratikos Synagermos: (EVP)
1. Loukas Fourlas
2. Michalis Hatzipantelas

Op de lijst van de Progressieve Partij van de Arbeiders: (Links – GUE/NGL)
1. Giorgis Georgiou

Op de lijst van Dimokratikó Kómma: (S&D)
1. Costas Mavrides

Op de lijst van ELAM: (ECH)
1. Geadis Geadi

Onafhankelijk: (niet-fractiegebonden)
1. Fidias Panayiotou

### Denemarken
Op de lijst van Socialistische Volkspartij: (Groenen/VEA)
1. Kira Peter-Hansen
2. Villy Søvndal
3. Rasmus Nordqvist

Op de lijst van Socialdemokraterne: (S&D)
1. Christel Schaldemose
2. Niels Fuglsang
3. Marianne Vind

Op de lijst van de Venstre: (Renew Europe)
1. Morten Løkkegaard
2. Asger Christensen

Op de lijst van de Det Konservative Folkeparti: (EVP)
1. Niels Flemming Hansen

Op de lijst van Danmarksdemokraterne: (ECH)
1. Kristoffer Hjort Storm

Op de lijst van Radikale Venstre: (Renew Europe)
1. Sigrid Friis

Op de lijst van Enhedslisten: (Links – GUE/NGL)
1. Per Clausen

Op de lijst van Liberal Alliance: (EVP)
1. Henrik Dahl

Op de lijst van Dansk Folkeparti: (Patriotten voor Europa)
1. Anders Vistisen

Op de lijst van Moderaterne: (Renew Europe)
1. Stine Bosse

### Duitsland
Op de lijst van de Christlich Demokratische Union Deutschlands: (EVP)
1. Hildegard Bentele
2. Stefan Berger
3. Daniel Caspary
4. Lena Düpont
5. Christian Ehler
6. Michael Gahler
7. Jens Gieseke
8. Niclas Herbst
9. Peter Liese
10. Norbert Lins
11. David McAllister
12. Alexandra Mehnert
13. Verena Mertens
14. Dennis Radtke
15. Oliver Schenk
16. Christine Schneider
17. Andreas Schwab
18. Ralf Seekatz
19. Sven Simon
20. Sabine Verheyen
21. Axel Voss
22. Marion Walsmann
23. Andrea Weschler

Op de lijst van Alternative für Deutschland: (ESN)
1. Christina Anderson
2. Anja Arndt
3. René Aust
4. Arno Bausemer
5. Irmhild Boßdorf
6. Markus Buchheit
7. Petr Bystron
8. Siegbert Droese
9. Tomasz Froelich
10. Marc Jongen
11. Alexander Jungbluth
12. Mary Khan-Hogloch
13. Maximilian Krah
14. Hans Neuhoff
15. Alexander Sell

Op de lijst van de Sozialdemokratische Partei Deutschlands: (S&D)
1. Katarina Barley
2. Gabriele Bischoff
3. Udo Bullmann
4. Delara Burkhardt
5. Vivien Costanzo
6. Tobias Cremer
7. Matthias Ecke
8. Jens Geier
9. Bernd Lange
10. Maria Noichl
11. René Repasi
12. Sabrina Repp
13. Birgit Sippel
14. Tiemo Wölken

Op de lijst van de Bündnis 90/Die Grünen: (Groenen/VEA)
1. Rasmus Andresen
2. Michael Bloss
3. Anna Cavazzini
4. Daniel Freund
5. Alexandra Geese
6. Martin Häusling
7. Sergej Lagodinski
8. Katrin Langenslepen
9. Erik Marquardt
10. Hannah Marie Neumann
11. Jutta Paulus
12. Terry Reintke

Op de lijst van de Christlich-Soziale Union: (EVP)
1. Christian Doleschal
2. Markus Ferber
3. Monika Hohlmeier
4. Stefan Köhler
5. Angelika Niebler
6. Manfred Weber

Op de lijst van Bündnis Sahra Wagenknecht: (niet-fractiegebonden)
1. Fabio De Masi
2. Ruth Firmenich
3. Thomas Geisel
4. Friedrich Pürner
5. Michael von der Schulenburg
6. Jan-Peter Warncke

Op de lijst van de Freie Demokratische Partei: (Renew Europe)
1. Andreas Glück
2. Svenja Hahn
3. Moritz Körner
4. Jan-Christoph Oetjen
5. Marie-Agnes Strack-Zimmermann

Op de lijst van Die Linke: (Links – GUE/NGL)
1. Özlem Demirel
2. Carola Rackete
3. Martin Schirdewan

Op de lijst van Freie Wähler: (Renew Europe)
1. Engin Eroglu
2. Christine Singer
3. Joachim Streit

Op de lijst van Volt Duitsland: (Groenen/VEA)
1. Damian Boeselager
2. Nela Riehl
3. Kai Tegethoff

Op de lijst van Die PARTEI: (niet-fractiegebonden)
1. Sibylle Berg
2. Martin Sonneborn

Op de lijst van Partei Mensch Umwelt Tierschutz: (Links – GUE/NGL)
1. Sebastian Everding

Op de lijst van de Ökologisch-Demokratische Partei: (EVP)
1. Manuela Ripa

Op de lijst van de Duitse Familiepartij: (EVP)
1. Helmut Geuking

Op de lijst van de Partei des Fortschritts: (niet-fractiegebonden)
1. Lukas Sieper

### Estland
Op de lijst van Isamaa: (EVP)
1. Riho Terras
2. Jüri Ratas

Op de lijst van de Sociaaldemocratische Partij: (S&D)
1. Marina Kaljurand
2. Sven Mikser

Op de lijst van de Estse Hervormingspartij: (Renew Europe)
1. Urmas Paet

Op de lijst van de Conservatieve Volkspartij van Estland: (ID)
1. Jaak Madison

Op de lijst van de Estse Centrumpartij: (Renew Europe)
1. Mihhail Kõlvart

### Finland
Op de lijst van de Nationale Coalitiepartij: (EVP)
1. Mika Aaltola
2. Henna Virkkunen
3. Pekka Toveri
4. Aura Salla

Op de lijst van de Linkse Alliantie: (Links – GUE/NGL)
1. Li Andersson
2. Merja Kyllönen
3. Jussi Saramo

Op de lijst van de Sociaaldemocratische Partij van Finland: (S&D)
1. Eero Heinäluoma
2. Maria Guzenina

Op de lijst van de Centrumpartij van Finland: (Renew Europe)
1. Elsi Kattainen
2. Katri Kulmuni

Op de lijst van de Groene Liga: (Groenen/VEA)
1. Ville Niinistö
2. Maria Ohisalo

Op de lijst van de Finse Partij: (ECH)
1. Sebastian Tynkkynen

Op de lijst van de Zweedse Volkspartij in Finland: (Renew Europe)
1. Anna-Maja Henriksson

### Frankrijk
Op de lijst van Rassemblement National: (Patriotten voor Europa)
1. Jordan Bardella
2. Malika Sorel
3. Fabrice Leggeri
4. Mathilde Androuët
5. Jean-Paul Garraud
6. Mélanie Disdier
7. Matthieu Valet
8. Anne-Sophie Frigout
9. Thierry Mariani
10. Pascale Piera
11. Philippe Olivier
12. Marie-Luce Brasier-Clain
13. Alexandre Varaut
14. Catherine Griset
15. Gilles Pennelle
16. Virginie Joron
17. Julien Sanchez
18. Julie Rechagneux
19. Aleksandar Nikolic
20. Valérie Deloge
21. Rody Tolassy
22. Marie Dauchy
23. Pierre-Romain Thionnet
24. Pierre Pimpie
25. Sylvie Josserand
26. Julien Leonardelli
27. Angéline Furet
28. Gaëtan Dussausaye
29. France Jamet
30. André Rougé

Op de lijst van Ensemble: (Renew Europe)
1. Valérie Hayer (Renaissance)
2. Bernard Guetta (onafhankelijk geassocieerd met Renaissance)
3. Marie-Pierre Vedrenne (MoDem)
4. Pascal Canfin (Renaissance)
5. Nathalie Loiseau (Horizons)
6. Sandro Gozi (Italia Viva)
7. Fabienne Keller (Renaissance)
8. Grégory Allione (onafhankelijk geassocieerd met Renaissance)
9. Laurence Farreng (MoDem)
10. Gilles Boyer (Horizons)
11. Valérie Devaux (UDI)
12. Christophe Grudler (MoDem)
13. Stéphanie Yon-Courtin (Renaissance)

Op de lijst van Parti Socialiste-PP: (S&D)
1. Raphaël Glucksmann (PP)
2. Nora Mebarek (PS)
3. Pierre Jouvet (PS)
4. Aurore Lalucq (PP)
5. Christophe Clergeau (PS)
6. Murielle Laurent (PS)
7. Jean-Marc Germain (PS)
8. Emma Rafowicz (PS)
9. Thomas Pellerin-Carlin (PP)
10. Chloé Ridel (PS)
11. Éric Sargiacomo (PS)
12. Claire Fita (PS)
13. François Kalfon (PS)

Op de lijst van La France Insoumise: (Links – GUE/NGL)
1. Manon Aubry
2. Younous Omarjee
3. Marina Mesure
4. Anthony Smith
5. Leïla Chaibi
6. Arash Saeidi
7. Rima Hassan
8. Damien Carême
9. Emma Fourreau

Op de lijst van Les Républicains: (EVP)
1. François-Xavier Bellamy
2. Céline Imart
3. Christophe Gomart
4. Isabelle Le Callennec
5. Laurent Castillo
6. Nadine Morano

Op de lijst van Europe Écologie: (Groenen/VEA)
1. Marie Toussaint
2. David Cormand
3. Mélissa Camara
4. Mounir Satouri
5. Majdouline Sbaï

Op de lijst van Reconquête: (ECH)
1. Marion Maréchal (onafhankelijk)
2. Guillaume Peltier (onafhankelijk)
3. Sarah Knafo (Reconquête)
4. Nicolas Bay (onafhankelijk)
5. Laurence Trochu (Mouvement conservateur)

### Griekenland
Op de lijst van Nea Dimokratia: (EVP)
1. Giorgos Aftias
2. Vangelis Meimarakis
3. Eliza Vozemberg
4. Fredi Beleri
5. Eleonora Meleti
6. Manolis Kefalogiannis
7. Dimitris Tsiodras

Op de lijst van SYRIZA: (Links – GUE/NGL)
1. Kostas Arvanitis
2. Nikolas Farantouris
3. Nikos Pappas
4. Elena Kountoura

Op de lijst van PASOK-KINAL: (S&D)
1. Nikos Papandreou
2. Giannis Maniatis
3. Sakis Arnaoutoglou

Op de lijst van Elliniki Lisi: (ECH)
1. Emmanouil Fragkos
2. Galato Alexandraki

Op de lijst van de Communistische Partij: (niet-fractiegebonden)
1. Lefteris Nikolaou-Alavanos
2. Konstantinos Papadakis

Op de lijst van Niki: (niet-fractiegebonden)
1. Nikos Anadiotis

Op de lijst van Plefsi Eleftherias: (niet-fractiegebonden)
1. Maria Zacharia

Op de lijst van Foní Logikís: (niet-fractiegebonden)
1. Afroditi Latinopoulou

### Hongarije
Op de lijst van Fidesz-KDNP: (Patriotten voor Europa)
1. Tamás Deutsch (Fidesz)
2. Kinga Gál (Fidesz)
3. András Gyürk (Fidesz)
4. Balázs Győrffy (Fidesz)
5. György Hölvényi (KDNP)
6. Pál Szekeres (Fidesz)
7. Viktória Ferenc (Fidesz)
8. Annamária Vicsek (Fidesz/VMSZ)
9. Enikő Győri (Fidesz)
10. András László (Fidesz)
11. Ernő Schaller-Baross (Fidesz)

Op de lijst van TISZA: (EVP)
1. Péter Magyar
2. Dóra Dávid
3. Zoltán Tarr
4. András Kulja
5. Eszter Lakos
6. Gabriella Gerzsenyi
7. Kinga Kollár

Op de lijst van de Demokratikus Koalíció: (S&D)
1. Klára Dobrev
2. Csaba Molnár

Op de lijst van Mi Hazánk Mozgalom: (niet-fractiegebonden)
1. Zsuzsanna Borvendég

### Ierland
Op de lijst van Fine Gael: (EVP)
1. Seán Kelly
2. Maria Walsh
3. Regina Doherty
4. Nina Carberry

Op de lijst van Fianna Fáil: (Renew Europe)
1. Barry Andrews
2. Billy Kelleher
3. Barry Cowen
4. Cynthia Ní Mhurchú

Op de lijst van Sinn Féin: (Links – GUE/NGL)
1. Lynn Boylan
2. Kathleen Funchion

Op de lijst van Independent Ireland: (niet-fractiegebonden)
1. Ciaran Mullooly

Op de lijst van Labour: (S&D)
1. Aodhán Ó Ríordáin

Onafhankelijk:
1. Luke 'Ming' Flanagan (Links – GUE/NGL)
2. Michael McNamara (niet-fractiegebonden)

### Italië
Op de lijst van Broeders van Italië: (ECH)
1. Sergio Berlato
2. Stefano Cavedagna
3. Carlo Ciccioli
4. Alessandro Ciriani
5. Giovanni Crosetto
6. Elena Donazzan
7. Carlo Fidanza
8. Pietro Fiocchi
9. Alberico Gambino
10. Lara Magoni
11. Mario Mantovani
12. Giorgia Meloni[1]
(zetel niet ingenomen; vervangen door Paolo Inselvini)
13. Giorgia Meloni
(zetel niet ingenomen; vervangen door Daniele Polato)
14. Giorgia Meloni
(zetel niet ingenomen; vervangen door Francesco Torselli)
15. Giorgia Meloni
(zetel niet ingenomen; vervangen door Chiara Maria Gemma)
16. Giorgia Meloni
(zetel niet ingenomen; vervangen door Ruggero Razza)
17. Giuseppe Milazzo
18. Denis Nesci
19. Michele Picaro
20. Nicola Procaccini
21. Antonella Sberna
22. Marco Squarta
23. Francesco Ventola
24. Mariateresa Vivaldini

Op de lijst van de Democratische Partij: (S&D)
1. Lucia Annunziata
2. Brandon Benifei
3. Stefano Bonaccini
4. Annalisa Corrado
5. Antonio Decaro
6. Giorgio Gori
7. Elisabetta Gualmini
8. Camilla Laureti
9. Alessandra Moretti
10. Dario Nardella
11. Pina Picierno
12. Matteo Ricci
13. Sandro Ruotolo
14. Elly Schlein[2]
(zetel niet ingenomen; vervangen door Marco Tarquinio)
15. Elly Schlein
(zetel niet ingenomen; vervangen door Giuseppe Lupo)
16. Cecilia Strada
17. Irene Tinagli
18. Raffaele Topo
19. Alessandro Zan[3]
20. Alessandro Zan
(zetel niet ingenomen; vervangen door Pierfrancesco Maran)
21. Nicola Zingaretti

Op de lijst van de MoVimento 5 Stelle: (Links – GUE/NGL)
1. Giuseppe Antoci
2. Danilo Della Valle
3. Mario Furore
4. Carolina Morace
5. Valentina Palmisano
6. Gaetano Pedullà
7. Dario Tamburrano
8. Pasquale Tridico

Op de lijst van Forza Italia-Noi moderati: (EVP)
1. Mario Falcone (FI)
2. Letizia Moratti (FI)
3. Fulvio Martusciello (FI)
4. Antonio Tajani (FI)[4]
(zetel niet ingenomen; vervangen door Massimiliano Salini (FI))
5. Antonio Tajani (FI)
(zetel niet ingenomen; vervangen door Flavio Tosi (FI))
6. Antonio Tajani (FI)
(zetel niet ingenomen; vervangen door Salvatore De Meo (FI))
7. Antonio Tajani (FI)
(zetel niet ingenomen; vervangen door Giuseppa Princi (FI))
8. Edmondo Tamajo (FI)
(zetel niet ingenomen; vervangen door Caterina Chinnici (FI))

Op de lijst van de Lega (Patriotten voor Europa):
1. Anna Maria Cisint
2. Silvia Sardone
3. Raffaele Stancanelli
4. Isabela Tovaglieri
5. Roberto Vannacci[5]
6. Roberto Vannacci
(zetel niet ingenomen; vervangen door Paolo Borchia)
7. Roberto Vannacci
(zetel niet ingenomen; vervangen door Susanna Ceccardi)
8. Roberto Vannacci
(zetel niet ingenomen; vervangen door Aldo Patriciello)

Op de lijst van de Alleanza Verdi e Sinistra: 
1. Domenico Lucano[6] (SI, Links – GUE/NGL)
2. Domenico Lucano 
(zetel niet ingenomen; vervangen door Benedetta Scuderi (EV, Groenen/VEA))
3. Domenico Lucano
(zetel niet ingenomen; vervangen door Cristina Guarda (EV, Groenen/VEA))
4. Ignazio Marino (EV, Groenen/VEA)
5. Ilaria Salis[7] (SI, Links – GUE/NGL)
6. Ilaria Salis
(zetel niet ingenomen; vervangen door Leoluca Orlando (EV, Groenen/VEA))

Op de lijst van de Südtiroler Volkspartei: (EVP)
1. Herbert Dorfmann

### Kroatië
Op de lijst van de Kroatische Democratische Unie: (EVP)
1. Davor Ivo Stier
2. Karlo Ressler
3. Nikolina Brnjac
4. Željana Zovko
5. Sunčana Glavak
6. Tomislav Sokol

Op de lijst van de Sociaaldemocratische Partij van Kroatië: (S&D)
1. Biljana Borzan
2. Predrag Matić
3. Romana Jerković
4. Tonino Picula

Op de lijst van Domovinski pokret: (ECH)
1. Stephen Bartulica

Op de lijst van Možemo!: (Groenen/VEA)
1. Gordan Bosanac

### Letland
Op de lijst van Jaunā Vienotība: (EVP)
1. Valdis Dombrovskis
2. Sandra Kalniete

Op de lijst van Nacionālā Apvienība:  (ECH)
1. Roberts Zīle
2. Rihards Kols

Op de lijst van Latvijas Attīstībai: (Renew Europe)
1. Ivars Ijabs

Op de lijst van Apvienotais Saraksts: (ECH)
1. Reinis Pozņaks

Op de lijst van Progresīvie: (Groenen/VEA)
1. Mārtiņš Staķis

Op de lijst van Sociāldemokrātiskā partija "Saskaņa": (S&D)
1. Nils Ušakovs

Op de lijst van Latvija Pirmajā Vietā: (niet-fractiegebonden)
1. Vilis Krištopans

### Litouwen
Op de lijst van TS–LKD: (EVP)
1. Andrius Kubilius
2. Rasa Juknevičienė
3. Paulius Saudargas

Op de lijst van de Sociaaldemocratische Partij Litouwen: (S&D)
1. Vilija Blinkevičiūtė
2. Vytenis Andriukaitis

Op de lijst van LVŽS: (ECH)
1. Aurelijus Veryga

Op de lijst van Laisvės Partija: (Renew Europe)
1. Dainius Žalimas

Op de lijst van DSVL: (Groenen/VEA)
1. Virginijus Sinkevičius

Op de lijst van LLRA–KŠS: (ECH)
1. Waldemar Tomaszewski

Op de lijst van TTS: (ECH)
1. Petras Gražulis

Op de lijst van Liberalų sąjūdis: (Renew Europe)
1. Petras Auštrevičius

### Luxemburg
Op de lijst van de Chrëschtlech Sozial Vollekspartei: (EVP)
1. Christophe Hansen
2. Isabel Wiseler-Santos Lima

Op de lijst van de Lëtzebuerger Sozialistesch Aarbechterpartei: (S&D)
1. Marc Angel

Op de lijst van de Demokratesch Partei: (Renew Europe)
1. Charles Goerens

Op de lijst van Déi Gréng: (Groenen/VEA)
1. Tilly Metz

Op de lijst van de Alternativ Demokratesch Reformpartei: (ECH)
1. Fernand Kartheiser

### Malta
Op de lijst van de Malta Labour Party: (S&D)
1. Alex Agius Saliba
2. Daniel Attard
3. Thomas Bajada

Op de lijst van Partit Nazzjonalista: (EVP)
1. Roberta Metsola
2. Peter Agius
3. David Casa

### Nederland
Op de lijst van GroenLinks/Partij van de Arbeid: (Groenen/VEA/S&D)
1. Bas Eickhout (GL)
2. Marit Maij (PvdA)
3. Kim van Sparrentak (GL)
4. Mohammed Chahim (PvdA)
5. Tineke Strik (GL)
6. Lara Wolters (PvdA)
7. Catarina Cordeiro Vieira (GL)
8. Thijs Reuten (PvdA)

Op de lijst van de Partij voor de Vrijheid: (Patriotten voor Europa)
1. Rachel Blom
2. Marieke Ehlers
3. Sebastian Kruis
4. Sebastiaan Stöteler
5. Geert Wilders
6. Auke Zijlstra

Op de lijst van de Volkspartij voor Vrijheid en Democratie: (Renew Europe)
1. Malik Azmani
2. Jan Huitema
3. Caroline Nagtegaal-van Doorn
4. Bart Groothuis

Op de lijst van het Christen-Democratisch Appèl: (EVP)
1. Ingeborg ter Laak
2. Jeroen Lenaers
3. Tom Berendsen

Op de lijst van Democraten 66: (Renew Europe)
1. Brigitte van den Berg
2. Raquel Garcia Hermida-van der Walle
3. Gerben-Jan Gerbrandy

Op de lijst van BoerBurgerBeweging: (EVP)
1. Jessika van Leeuwen
2. Sander Smit

Op de lijst van Volt Nederland: (Links – GUE/NGL)
1. Reinier van Lanschot
2. Anna Strolenberg

Op de lijst van de Partij voor de Dieren: (Links – GUE/NGL)
1. Anja Hazekamp

Op de lijst van Nieuw Sociaal Contract: (EVP)
1. Dirk Gotink

Op de lijst van Staatkundig Gereformeerde Partij: (ECH)
1. Bert-Jan Ruissen

### Oostenrijk
Op de lijst van de Vrijheidspartij van Oostenrijk: (Patriotten voor Europa)
1. Harald Vilimsky
2. Petra Steger
3. Georg Mayer
4. Roman Haider
5. Gerald Hauser
6. Elisabeth Dieringer-Granza

Op de lijst van de Oostenrijkse Volkspartij: (EVP)
1. Reinhold Lopatka
2. Angelika Winzig
3. Alexander Bernhuber
4. Sophia Kircher
5. Lukas Mandl

Op de lijst van de Sociaaldemocratische Partij van Oostenrijk: (S&D)
1. Andreas Schieder
2. Evelyn Regner
3. Günther Sidl
4. Elisabeth Grossmann
5. Hannes Heide

Op de lijst van de Die Grünen - Die Grüne Alternative: (Groenen/VEA)
1. Lena Schilling
2. Thomas Waitz

Op de lijst van de NEOS: (Renew Europe)
1. Helmut Brandstätter
2. Anna Stürgkh

### Polen
Op de lijst van de Burgercoalitie: (EVP)
1. Magdalena Adamowicz (Burgerplatform)
2. Bartosz Arłukowicz (Burgerplatform)
3. Krzysztof Brejza (Burgerplatform)
4. Borys Budka (Burgerplatform)
5. Andrzej Buła (Burgerplatform)
6. Kamila Gasiuk-Pihowicz (Burgerplatform)
7. Andrzej Halicki (Burgerplatform)
8. Dariusz Joński (IPL)
9. Marcin Kierwiński (Burgerplatform)
10. Łukasz Kohut (onafhankelijk)
11. Ewa Kopacz (Burgerplatform)
12. Janusz Lewandowski (Burgerplatform)
13. Elżbieta Łukacijewska (Burgerplatform)
14. Jagna Marczułajtis (Burgerplatform)
15. Mirosława Nykiel (Burgerplatform)
16. Jacek Protas (Burgerplatform)
17. Bartłomiej Sienkiewicz (Burgerplatform)
18. Michał Szczerba (Burgerplatform)
19. Michał Wawrykiewicz (onafhankelijk)
20. Marta Wcisło (Burgerplatform)
21. Bogdan Zdrojewski (Burgerplatform)

Op de lijst van Recht en Rechtvaardigheid: (ECH)
1. Adam Bielan
2. Tobiasz Bocheński
3. Joachim Brudziński
4. Waldemar Buda
5. Michał Dworczyk
6. Małgorzata Gosiewska
7. Patryk Jaki (Solidarna Polska)
8. Mariusz Kamiński
9. Marlena Maląg
10. Arkadiusz Mularczyk
11. Piotr Müller
12. Daniel Obajtek
13. Jacek Ozdoba (Solidarna Polska)
14. Bogdan Rzońca
15. Beata Szydło
16. Dominik Tarczyński
17. Maciej Wąsik
18. Jadwiga Wiśniewska
19. Anna Zalewska
20. Kosma Złotowski

Op de lijst van Confederatie:
1. Grzegorz Braun (KKP, niet-fractiegebonden)
2. Anna Bryłka (Ruch Narodowy, niet-fractiegebonden)
3. Tomasz Buczek (Ruch Narodowy, niet-fractiegebonden)
4. Marcin Sypniewski (Wolność, ESN)
5. Stanisław Tyszka (Wolność, ESN)
6. Ewa Zajączkowska-Hernik (Wolność, ESN)

Op de lijst van Derde Weg:
1. Krzysztof Hetman (Poolse Volkspartij, EVP)
2. Adam Jarubas (Poolse Volkspartij, EVP)
3. Michał Kobosko (Polen 2050, Renew Europe)

Op de lijst van Nieuw Links: (S&D):
1. Robert Biedroń
2. Joanna Scheuring-Wielgus
3. Krzysztof Śmiszek

### Portugal
Op de lijst van de Partido Socialista: (S&D)
1. Francisco Assis
2. Isilda Gomes
3. Bruno Gonçalves
4. Sérgio Gonçalves
5. Ana Catharina Mendes
6. André Franqueira Rodrigues
7. Carla Tavares
8. Marta Temido

Op de lijst van Aliança Democrática: (EVP)
1. Sebastião Bugalho (onafhankelijk)
2. Paolo Cunha (PSD)
3. Sérgio Humberto (PSD)
4. Paulo Nascimento Cabral (PSD)
5. Ana Miguel Pedro (CDS-PP)
6. Lídia Pereira (PSD)
7. Hélder Sousa Silva (PSD)

Op de lijst van Chega: (Patriotten voor Europa)
1. Tiago Moreira de Sá
2. António Tânger Corrêa

Op de lijst van Iniciativa Liberal: Renew Europe)
1. João Cotrim de Figueiredo
2. Ana Martins

Op de lijst van Links Blok: (Links – GUE/NGL)
1. Catarina Martins

Op de lijst van de Unitaire Democratische Coalitie: (Links – GUE/NGL)
1. João Oliveira

### Roemenië
Op de lijst van de PSD/PNL: (S&D/EVP)
1. Dragoș Benea (PSD)
2. Ioan-Rareș Bogdan (PNL)
3. Daniel Buda (PNL)
4. Gheorghe Cârciu (PSD)
5. Vasile Dîncu (PSD)
6. Gheorghe Falcă (PNL)
7. Gabriela Firea (PSD)
8. Maria Grapini (PSD)
9. Mircea Hava (PNL)
10. Claudiu Manda (PSD)
11. Roxana Mînzatu (PSD)
12. Dan-Ştefan Motreanu (PNL)
13. Siegfried Mureșan (PNL)
14. Ștefan Mușoiu (PSD)
15. Victor Negrescu (PSD)
16. Dan Nica (PSD)
17. Virgil-Daniel Popescu (PNL)
18. Mihai Tudose (PSD)
19. Adina-Ioana Vălean (PNL)

Op de lijst van Alliantie voor de Unie van Roemenen: (ECR)
1. Adrian-George Axinia
2. Gheorghe Piperea
3. Șerban-Dimitrie Sturdza
4. Claudiu Târziu
5. Maria-Georgina Teodorescu
6. Cristian Terheș (PNCR)

Op de lijst van Alianța Dreapta Unită: (Renew Europe)
1. Dan Barna (USR)
2. Eugen Tomac (PMP)
3. Vlad Voiculescu (USR)

Op de lijst van de UDMR: (EVP)
1. Loránt-György Vincze
2. Iuliu Winkler

Op de lijst van S.O.S. România: (niet-fractiegebonden)
1. Luis Lazaris
2. Diana Iovanovici Șoșoacă

Als onafhankelijke: (Groenen/VEA)
1. Nicolae Ștefănuță (USR)

### Slovenië
Op de lijst van de Sloveense Democratische Partij: (EVP)
1. Milan Zver
2. Romana Tomc
3. Zala Tomašič
4. Branko Grims

Op de lijst van Svoboda: (Renew Europe)
1. Irena Joveva
2. Marjan Šarec

Op de lijst van VESNA – zelena stranka: (Groenen/VEA)
1. Vladimir Prebilič

Op de lijst van Sociaaldemocraten: (S&D)
1. Matjaž Nemec

Op de lijst van Nieuw Slovenië: (EVP)
1. Matej Tonin

### Slowakije
Op de lijst van Progressief Slowakije: (Renew Europe)
1. Martin Hojsík
2. Ľubica Karvašová
3. Ľudovít Ódor
4. Veronika Cifrová Ostrihoňová
5. Michal Wiezik
6. Lucia Yar

Op de lijst van SMER - sociálna demokracia: (niet-fractiegebonden)
1. Ľuboš Blaha
2. Monika Flašíková-Beňová
3. Erik Kaliňák
4. Judita Laššáková
5. Katarína Roth Neveďalová

Op de lijst van Hnutie Republika: 
1. Milan Mazurek (niet-fractiegebonden)
2. Milan Uhrík (ESN)

Op de lijst van HLAS – sociálna demokracia: (niet-fractiegebonden)
1. Branislav Ondruš

Op de lijst van de Christendemocratische Beweging: (EVP)
1. Miriam Lexmann

### Spanje
Op de lijst van Partido Popular: (EVP)
1. Maravillas Abadía Jover
2. Pablo Arias Echeverría
3. Isabel Benjumea
4. Carmen Crespo
5. Raúl de la Hoz Quintano
6. Pilar del Castillo Vera
7. Alma Ezcurra
8. Borja Giménez Larraz
9. Esteban González Pons
10. Ester Herranz García
11. Antonio López-Istúriz White
12. Gabriel Mato Adrover
13. Francisco Millán Mon
14. Dolors Montserrat
15. Fernando Navarrete
16. Elena Nevado
17. Nicolás Pascual de la Parte
18. Adrián Vázquez Lázara
19. Javier Zarzalejos
20. Juan Ignacio Zoido

Op de lijst van Partido Socialista Obrero Español: (S&D)
1. Laura Ballarin
2. José Cepeda
3. Jonás Fernández
4. Lina Gálvez
5. Iratxe García Pérez
6. Sandra Gómez
7. Nicolás González Casares
8. Hana Jalloul
9. Javi López (Partit dels Socialistes de Catalunya)
10. Juan Fernando López Aguilar
11. César Luena
12. Cristina Maestre
13. Idola Mendia
14. Javier Moreno Sánchez
15. Leire Pajín
16. Teresa Ribera
(zetel niet ingenomen, vervangen door Alicia Homs Ginel)
17. Marcos Ros Sempere
18. Ignacio Sánchez Amor
19. Elena Sancho
20. Rosa Serrano Siera

Op de lijst van Vox: (Patriotten voor Europa)
1. Mireia Borrás
2. Jorge Buxadé
3. Margarita de la Pisa Carrión
4. Jorge Martín Frías
5. Juan Carlos Girauta
6. Hermann Tertsch

Op de lijst van Ahora Repúblicas: 
1. Pernando Barrena (Euskal Herria Bildu, Links – GUE/NGL)
2. Ana Miranda Paz (BNG, Groenen/VEA)
3. Diana Riba (ERC, Groenen/VEA)

Op de lijst van Sumar:
1. Jaume Asens (Comuns, Groenen/VEA)
2. Estrella Galán (Links – GUE/NGL))
3. Vicent Marzà (Més–Compromís, Groenen/VEA)

Op de lijst van Se Acabó La Fiesta: (niet-fractiegebonden) 
1. Nora Junco
2. Alvise Pérez
3. Diego Solier

Op de lijst van Podemos: (Links – GUE/NGL)
1. Irene Montero
2. Isabel Serra

Op de lijst van Junts per Catalunya: (niet-fractiegebonden)
1. Antoni Comín

Op de lijst van Coalición por una Europa Solidaria: (Renew Europe)
1. Oihane Agirregoitia (Eusko Alderdi Jeltzalea)

### Tsjechië
Op de lijst van ANO 2011: (Patriotten voor Europa)
1. Klára Dostálová
2. Jaroslav Bžoch
3. Ondřej Knotek
4. Martin Hlaváček
5. Jana Nagyová
6. Jaroslava Pokorná Jermanová
7. Ondřej Kovařík

Op de lijst van de Spolu: (ECH/EVP)
1. Alexandr Vondra (ODS, ECH)
2. Veronika Vrecionová (ODS, ECH)
3. Ondřej Krutílek (ODS, ECH)
4. Luděk Niedermayer (TOP 09, EVP)
5. Ondřej Kolář (TOP 09, EVP)
6. Tomáš Zdechovský (KDU-ČSL, EVP)

Op de lijst van de Přísaha a Motoristé: (ECH)
1. Filip Turek (Přísaha)
2. Nikola Bartůšek (Přísaha)

Op de lijst van Stačilo!: (Links – GUE/NGL)
1. Kateřina Konečná (KSČM)
2. Ondřej Dostál (SD-SN)

Op de lijst van STAN: (EVP)
1. Danuše Nerudová
2. Jan Farský

Op de lijst van Piratenpartij: (Groenen/VEA)
1. Markéta Gregorová

Op de lijst van SPD–T: (ID)
1. Ivan David (SPD)

### Zweden
Op de lijst van de Sveriges socialdemokratiska arbetareparti: (S&D)
1. Heléne Fritzon
2. Johan Danielsson
3. Evin Incir
4. Adnan Dibrani
5. Sofie Eriksson

Op de lijst van de Moderata samlingspartiet: (EVP)
1. Thomas Tobé
2. Jessica Polfjärd
3. Jörgen Warborn
4. Arba Kokalari

Op de lijst van de Miljöpartiet de Gröna: (Groenen/VEA)
1. Alice Bah Kuhnke
2. Pär Holmgren
3. Isabella Lövin

Op de lijst van Sverigedemokraterna: (ECH)
1. Charlie Weimers
2. Beatrice Timgren
3. Dick Erixon

Op de lijst van de Centerpartiet: (Renew Europe)
1. Emma Wiesner
2. Abir Al-Sahlani

Op de lijst van de Vänsterpartiet: (Links – GUE/NGL)
1. Jonas Sjöstedt
2. Hanna Gedin

Op de lijst van Kristdemokraterna: (EVP)
1. Alice Teodorescu Måwe

Op de lijst van Liberalerna: (Renew Europe)
1. Karin Karlsbro

## Wijzigingen gedurende de zittingsperiode

### 2024
1 (1979-1984) · 
2 (1984-1989) · 
3 (1989-1994) · 
4 (1994-1999) · 
5 (1999-2004) · 
6 (2004-2009) · 
7 (2009-2014) · 
8 (2014-2019) · 
9 (2019-2024) · 10 (2024-2029)
zittingsperiode 2024/2029

Europese Volkspartij · Progressieve Alliantie van Socialisten en Democraten · Patriotten voor Europa · Europese Conservatieven en Hervormers · Renew Europe · De Groenen/Vrije Europese Alliantie · Linkse Fractie · Europa van Soevereine Naties
niet-fractiegebonden leden